# سليولوز دقيق التبلور
السليلوز دقيق التبلور أو السللوز مجهري التبلر أو السليولوز دقيق التبلور  عبارة عن مادة بيضاء من السليولوز ذات بلورات ناعمة جداً ودقيقة. لهذه المادة استخدامات في الصناعات الغذائية والدوائية.

## الاستخدام الصيدلاني
لهذه المادة استخدامات صيدلانية، ولها الأسماء المرادفة التالية: Avicel : cellulose gel : crystallive cellulose : E460 : Emcocel : Fibrocel : Tabulose : vivacel
تستخدم المادة كعامل مدمص، عامل معلق، ممدد في المضغوطات والمحافظ، مفكك في المضغوطات.
تُستخدم هذه المادة بشكل واسع في الأشكال الصيدلانية خصوصاً كممدد في المضغوطات والمحافظ حيث تُستخدم في كلا العمليتين، التخثير الرطب والضغط المباشر .
كما تُستخدم هذه المادة كعامل مزلق وكعامل مفكك مما يجعلها ذات أهمية كبرى في تحضير المضغوطات .
كما تُستخدم في مستحضرات التجميل والمنتجات الغذائية .

## التأثير على صحة الجسم
تُعتبر عموماً مادة غير سامة وغير مخرشة، لكن هذه المادة لا تُمتص جهازياً بعد تناولها فموياً ممّا يجعل لها سميّة كامنة ولكنها ضئيلة . و استهلاك كميات كبيرة منها قد يكون له فعل مسهل (ملين) وهذا يعدّ مشكلة لسوء الحظ لدى استخدام هذه المادة كسواغ في المستحضرات الصيدلانية .
و إن الاستعمال غير الرشيد المتكرر Deliberate abuse للمستحضرات الحاوية على هذه المادة إما استنشاقاً أو حقناً يقود إلى حدوث ورم السيليلوز الحُبيبي .

## سلامة الاستعمال
تختلف الاحتياطات المتبعة أثناء التعامل مع المادة باختلاف الكمية والظروف المحيطة. و هذه المادة قد تسبب تخريشاً للعين لذا يُنصح بحماية العين وارتداء القفازات والقناع الواقي من الغبار أثناء التعامل معها .

## التنافرات
يتنافر مع المؤكسدات القوية

## روابط خارجية
- http://www.drugs.com/inactive/microcrystalline-cellulose-48.html